# Școala de Literatură și Critică Literară „Mihai Eminescu”
Școala de Literatură și Critică Literară "Mihai Eminescu" a fost înființată în anul 1950, în urma unei decizii din 1949, având ca model Institutul de Literatură "Maxim Gorki" al Uniunii Scriitorilor din U.R.S.S. din Moscova cu scopul de a forma cadre tinere de scriitori și critici literari în Republica Populară Romînă, ridicați din rândurile poporului muncitor, de a le da acestora o educație comunistă, de a-i înarma cu cunoștințele necesare creației, făuririi unei literaturi noi, puse în slujba poporului muncitor. Școala de literatură combina, într-un spirit specific epocii, condiții materiale excelente într-o perioadă de penurie generală cu disciplina aproape militară și controlul riguros. Studenții beneficiau de o bursă considerabilă, o cantină de invidiat și multe alte avantaje demne de un viitor scriitor de partid, în stare să aplice în viitoarele lor opere modelul realismului socialist. Ea era, în același timp, una din măsurile de control al accesului la profesiunea de scriitor.

## Istoric
De la început, din 1950, școala a fost condusă de Mihai Novicov. A fost desființată în 1955. De fapt, în 1954 școala s-a transformat în institut, iar în 1955 s-a dizolvat în cadrul Facultății de Filologie din București. După desființarea Școlii de literatură, cei care aveau diplome și bacalaureat au fost primiți la Facultate.

## Selecția cursanților
La scurt timp după ce au reușit să facă ordine în cultura considerată nocivă pentru omul de tip nou, comuniștii au realizat că le trebuie o nouă generație de scriitori, dispuși să scrie literatură revoluționară. În acest scop, s-a cerut comitetelor regionale de partid din toată țara să propună pentru primirea ca studenți ai acestei școli de „literatură și critică literară” tineri până în 30 de ani, care lucrau direct în producția industrială, în agricultură, pe șantiere, în armată. Selecția se făcea pe criterii strict politice. Condiția era o oricât de vagă activitate a virtualilor studenți pe tărâmul literaturii. Era de ajuns să fi afișat câteva versuri la gazeta de perete. Pentru că toate uzinele, toate șantierele și toate gospodăriile agricole colective care începuseră să se înfiripe aveau cercuri literare și cenacluri, cei care se remarcau în vreun fel în aceste organizații - chiar dacă scrierea lor era complet agramată - aveau în principiu posibilitatea de a fi recomandați pentru școala de literatură. Cei ce făceau aceste recomandări erau membri ai comitetului de partid, în regiuni - responsabili cu propaganda și agitația, care includeau și îndrumarea culturii.

## Materii studiate
Școala de literatură, cum i se spunea pe scurt, aflată în subordinea Uniunii Scriitorilor, funcționa într-o clădire de pe șoseaua Kiseleff nr. 10, în apropiere de ambasada Uniunii Sovietice (denumită Casa Toma Stelian, care actualmente adăpostește sediul PSD.) Elevii locuiau toți într-un cămin special, cu un regim destul de auster, și duceau aproape o viață de cazarmă. Școala avea o bibliotecă vastă, organiza conferințe cu invitați români și străini, asigura acces la teatre și oferea salarii cursanților.
Se studia limba și literatura rusă, literatura română - curățată de creația secolului al XX-lea, teoria literaturii, „măiestria literară” și nu în ultimul rând marxism-leninismul.
Într-un articol publicat în revista Viața Românească (nr. 3 din 1951), Mihai Beniuc, în calitate de președinte al Uniunii Scriitorilor din România, oferea definiția poetului realist-socialist: „Acesta trebuie să fie un filozof cunoscător al celor mai înalte idei ale timpului [...], spre care au deschis drum Marx, Engels, Lenin și Stalin [...], un activist în slujba respectivelor idei”.
„Cartea de căpătâi” a studenților de la Școala de Literatură Mihai Eminescu, din facultățile de filologie, în „obsedantul deceniu”, era o culegere de „studii” staliniste (de 364 de pagini) publicată în 1952, Probleme ale literaturii noi din R. P. R., unde, alături de Mihai Beniuc, apăreau Ovid S. Crohmălniceanu (cu „studiul” Un roman al industrializării socialiste), Sergiu Fărcășan, care a semnat mai târziu cu pseudonimul Crișan Făgerașu (Despre «Negura» volumul II și câteva probleme de critică literară), Mihai Gafița (Romanul luptei tractoriștilor), Paul Georgescu (O mărturie dramatică), Nestor Ignat (O carte despre frumusețea vieții noi), Silvian Iosifescu („prefațatorul” din 1960 al lui Nichita Stănescu, autorul „studiului” Pe drumul înfloririi gospodăriei agricole colective), Dumitru Micu (Epopeea marilor transformări), Sorin Mladovean („Brazdă peste haturi” roman de István Horváth), Mihail Novicov (Pe marginea poeziei lui Dan Deșliu), Traian Șelmaru („Mitrea Cocor” de Mihail Sadoveanu ) și Ion Vitner (Poezia lui A. Toma).
În Școala de literatură, fiecare cursant încerca să publice unele dintre producțiile sale literare în revista oficială a școlii, intitulată Ani de ucenicie. Redactor al acestei reviste, multiplicate la șapirograf, a fost numit Nicolae Labiș.
În octombrie 1951 a fost fondată revista Tînărul scriitor, un organ intern al Uniunii Scriitorilor, folosită ca buletin de îndrumare și sprijin al activității cenaclurilor și tribună de afirmare a elevilor Școlii de Literatură. A fost desființată în decembrie 1957, transformându-se în revista Miorița și apoi în Luceafărul.

## Profesori
În prima perioadă de existență a școlii au predat ca profesori George Călinescu, Tudor Vianu, Ion Coteanu, Mihail Sadoveanu, Nicolae Tertulian, S. Damian, Ștefan Bănulescu, Petru Dumitriu,  Mihu Dragomir (care a predat lecții de poezie) și Mihai Gafița (profesor de istoria literaturii române și conducător al cenaclului literar). Periodic au susținut conferințe autori cunoscuți ca Jorge Amado, Ilya Ehrenburg, Constantin Simonov, Semion Babaevski, Paul Cornea, Paul Georgescu și alții.
Deși de-a lungul celor șase ani de existență a școlii, pe la catedra de măiestrie literară s-au plimbat mulți dintre intelectualii care se aliniaseră regimului, a rămas celebră în epocă o vorbă a lui Mihail Sadoveanu (pe atunci președintele Uniunii Scriitorilor): „Dragii mei, de aici vor ieși atâția scriitori câți au intrat!”.

## Rezultate
Între elevii care au absolvit această școală s-au numărat Marin Ioniță, Ion Acsan, Hans Liebhardt, Adela Popescu, Ion Apetroaie, Ana Ioniță, Florian Grecea, Dumitru Carabăț, Gloria Barna (Alexandra Indrieș, după eliberarea din închisorile comuniste), Hary Salem, Alexandru Popescu-Vergu, Adrian Beldeanu, Ioana Zamfir, Mircea Dragnea, Nicolae Culcea, Mihaela Monoranu, Aurel Stanciu, Nic. Borza, Hristache Lungu, Ștefan Neagu, Sin Aron, Ariel Leibiș, Ovidiu Moraloiu, Ștefania Popovici, Ion Oproiu, Al. Căprariu, Panek Zoltan, Victor Tulbure, Ion Lăncrănjan, Tita Chiper, Remus Luca, Petru Dragu, Constantin Potângă, Vintilă Ornaru, Petrică Surupăceanu, Ion Serebreanu, Simion Pop, Emilia Căldăraru, Aurel Covaci, Liviu Timbus, Vasile Căbulea, Dorina Sălăjan, Ion Horea, Dumitru Mircea, Dumitru Micu, Georgeta Horodincă, Ilie Purcaru, S. Damian, Horia Aramă, Ion Gheorghe, M. Negulescu, Doina Sălăjan, Niculae Stoian, Radu Cosașu, Ion Grecia, Al. Ovidiu Zolta, Florin Mugur, Shaul Carmel, Alexandru Andrițoiu, Lucian Raicu, Ion Băieșu, Nicolae Labiș, Zaharia Stancu, Nina Cassian, Gheorghe Tomozei și mulți alții. 
Fănuș Neagu a fost înscris la Școala de literatură, dar a fost exmatriculat pe motiv de „comportări nejuste”, fiindcă obișnuia să plece noaptea din internat pentru a merge să joace biliard și să frecventeze prostituatele din Piața Matache. Alt cursant exmatriculat a fost Gheorghe Grigurcu, în urma unei vizite făcute lui Tudor Arghezi, care era în dizgrația autorităților vremii.
La o festivitate de deschidere a cursurilor, în primii ani de funcționare a școlii, a participat și Mihail Sadoveanu, ca invitat de onoare. Cu acel prilej, el a spus, de altfel cu mult bun simț: „Dacă dintre domniile voastre vor ieși doi sau trei scriitori, atunci va fi bine”.
Radu Bâlbâie, autorul unei teze de doctorat pe tema Școala de Literatură „Mihai Eminescu” susține că școala de literatură a fost un experiment ratat.
În general, după absolvire foștii cursanți ai Școlii de literatură au fost încadrați în redacții, în edituri sau în alte instituții culturale, dar au existat și unii care s-au hotărât să-și continue studiile la Facultatea de Filologie. O statistică oficială precizează că din cei 31 de absolvenți ai primei serii (1951) a Școlii de literatură s-au impus în literatura română 15 poeți, nouă prozatori și un critic literar, față de 10 poeți, 12 prozatori și nouă critici literari din cei 620 de absolvenți ai facultăților de filologie – limba și literatura română – din întreaga țară (București, Iași, Cluj, Timișoara).